# Caccobius histrio
Caccobius histrio là một loài bọ cánh cứng trong họ Bọ hung (Scarabaeidae).